# 坂井易直
坂井 易直（さかい やすなお、1996年1月17日 - ）は、日本の男性声優。東京都出身。青二プロダクション所属。

## 略歴
声優になろうと思った最初のきっかけの作品は『NARUTO -ナルト-』。
アミューズメントメディア総合学院卒業。

## 人物
資格は普通自動二輪車運転免許。
趣味は筋トレ、陸上、体力作り、石集め。特技は走り幅跳び、ヒューマンフラッグ、中国語の聞き取り。
フリーアナウンサーの深澤朝香は中学校時代の同級生である。

## 出演
太字はメインキャラクター。

### テレビアニメ
2017年
- デジモンユニバース アプリモンスターズ（高校生、警備員）
- ONE PIECE（2017年 - 2019年、ミンク、ジェルマ、国民、ホーミーズ、クローン兵 他）
- カードファイト!! ヴァンガードG NEXT（ファイター）
- 弱虫ペダル シリーズ（2017年 - 2023年、選手、観客、箱根学園部員、篠崎） - 3シリーズ
- Re:CREATORS（掲示板メンバー）
- ドラゴンボール超（刺客）
- 賭ケグルイ（男子生徒）
- 名探偵コナン（警官）
- いぬやしき（森川、男子生徒、刑事、友人、SAT隊員 他）

2018年
- ゲゲゲの鬼太郎（第6作）（専門家、若者、中学生、宅配業者、妖怪 他）
- バキ（生徒）
- ONE PIECE エピソードオブ空島
- キラッとプリ☆チャン（アナウンサー）
- フューチャーカード 神バディファイト（2018年 - 2019年、†竜血眼† ブラッディ・アイズ / †骸血眼† デッドリー・アイズ）
- 爆釣バーハンター（船長）
- 青春ブタ野郎はバニーガール先輩の夢を見ない（生徒）

2019年
- 3D彼女 リアルガール（男子生徒）
- RobiHachi（宇宙入管管理局局員）
- フルーツバスケット（男子生徒）
- MIX（2019年 - 2023年、喜多） - 2シリーズ
- Fate/Grand Order -絶対魔獣戦線バビロニア-（ウルク市民）

2020年
- カードファイト!! ヴァンガード（客A）
- もっと!まじめにふまじめ かいけつゾロリ（ビクトール）

2021年
- 裏世界ピクニック（少年A）

2022年
- フットサルボーイズ!!!!!（天門泰雅）
- 社畜さんは幼女幽霊に癒されたい。（モブ社畜さんC）

2024年
- ドラゴンボールDAIMA（2024年 - 2025年、憲兵、門番、カダン軍ケット・シー）
- ネガポジアングラー（コンビニ客）

### 劇場アニメ
- 好きになるその瞬間を。〜告白実行委員会〜（2016年）
- ドラゴンクエスト ユア・ストーリー（2019年）
- ONE PIECE STAMPEDE（2019年）
- 劇場版ポケットモンスター ココ（2020年、コノハナ）
- ドラゴンボール超 スーパーヒーロー（2022年、兵士）

### Webアニメ
- 聖闘士星矢: Knights of the Zodiac（2019年、ギャング1、武装勢力）
- FASTENING DAYS 4（2019年、男性1）
- バキ（2020年、黒服）

### ゲーム
2017年
- ヴァルキリーコネクト（海王竜オヴニル）

2018年
- モンスターストライク（アキレウス、ノイシュヴァンシュタイン）
- 北斗が如く
- グランドサマナーズ（ロスト）
- スーパーロボット大戦X
- 仮面ライダー クライマックススクランブル ジオウ

2019年
- スーパーロボット大戦T
- ブレイドエクスロード（カッシュ・エリック）
- 新サクラ大戦

2020年
- ドラゴンボールZ カカロット
- SHOW BY ROCK!! Fes A Live

2021年
- 戦国無双5（朝倉義景）
- フットサルボーイズ!!!!! ハイファイリーグ（天門泰雅）

### デジタルコミック
- 花と忍び（2016年、八千代薫[14]）
- ひかりオンステージ!（2019年、椎名律[15]）

### ボイスオーバー
- 1周回って知らない話
- 真実解明バラエティー!トリックハンター
- 世界一受けたい授業
- 世界まる見え!テレビ特捜部
- 7つの海を楽しもう!世界さまぁ〜リゾート
- 日本賞

### ナレーション
- THE TIME,（2021年10月1日 - 2023年9月29日、TBS）[16][17]

### 特撮
- 宇宙戦隊キュウレンジャー（2017年、メガツヨインダベーの声、マモリツヨインダベーの声）
- RIDER TIME 仮面ライダー龍騎（2019年、仮面ライダーアビスの声）

### 吹き替え

#### 映画
- インパクト・アース（アレックス）
- ブラッドショット（海兵隊員[18]）
- マリアンヌ

#### ドラマ
- 獣電戦隊キョウリュウジャーブレイブ（キム・セチャン / ブレイブキョウリュウブルー / ブレイブブルーダイノ〈オ・セヒョン〉）

#### テレビ番組
- シェフのテーブル

#### アニメ
- OK K.O.! めざせヒーロー（ダレル）

### ラジオ
- 青山二丁目劇場 -Room201-
- みんなの作文（朗読）

### その他コンテンツ
- 「明日、学校へ行きたくない」心の痛みを読む生放送（2018年9月2日、ニコニコ生放送）お便り朗読[19]

## ディスコグラフィ

### キャラクターソング
| 発売日       | 商品名                                           | 歌 | 楽曲                    | 備考                                                     |
| ------------ | ------------------------------------------------ | --- | ----------------------- | -------------------------------------------------------- |
| 2022年2月9日 | フットサルボーイズ!!!!! プレイヤーソングアルバム | フットサルボーイズ!!! | 「Higher Goals」        | ゲーム『フットサルボーイズ!!!!! ハイファイリーグ』主題歌 |
| 2022年2月9日 | フットサルボーイズ!!!!! プレイヤーソングアルバム | 大和晴（高良崚太）、榊星一郎（石森周斗）、月丘柊依（吉原康平）、幸永椿貴（山口諒太郎）、南雲竜（古田一紀）、天門泰雅（坂井易直） | 「Always Shine Bright」 | 『フットサルボーイズ!!!!!』関連曲                        |

### シリーズ一覧
1. ↑  第3期『NEW GENERATION』（2017年）、第4期『GLORY LINE』（2018年）、第5期『LIMIT BREAK』（2023年）
2. ↑  1ST SEASON（2019年）、2ND SEASON『MIX MEISEI STORY 2ND SEASON 〜二度目の夏、空の向こうへ〜』（2023年）

### ユニットメンバー
1. ↑  大和晴（高良崚太）、榊星一郎（石森周斗）、月丘柊依（吉原康平）、幸永椿貴（山口諒太郎）、南雲竜（古田一紀）、天門泰雅（坂井易直）、樫良木ルイ（峯田大夢）、結城心（新井雄也）、久我巧生（村上聡）、花山院快斗（馬場惇平）、京極聖（宮瀬尚也）、二葉ともえ（山本智哉）、昂守希（佐久間貴生）、十河夏輝（千葉瑞己）、相庭京介（浦和希）、花村理央（多田啓太）、鞍馬雪丸（上村源）、桐生蓮（TAKA）、白河瞬（岡延明）、橘藤吾（大海将一郎）、今園彩人（森永彩斗）、水無瀬亜佐（菊池勇成）、秋月奏夜（津田拓也）、朝比奈碧（奥山敬人）、天王寺刻成（川島慶嗣）、世良龍太朗（下川草介）、水無瀬涼佑（石井孝英）、ガルシア・エミリオ（小塚亮輔）、蓮美朔（木津つばさ）